# Esgueva
L'Esgueva è un fiume della Spagna che sorge in Peña Cervera (sierra della Demanda), vicino al monastero di Santo Domingo de Silos, nella provincia di Burgos. Durante l'epoca medioevale, i suoi nomi sono stati "Agoseba" ed "Axeba". Il suo percorso, attraversa i territori comunali di tre province: Burgos, Palencia e Valladolid. Nei pressi di Valladolid si immette nel Pisuerga, che è a sua volta un affluente del Duero. Tre comuni attraversati dal fiume Esgueva appartengono alla DOC Ribera del Duero: Terradillos de Esgueva, Villatuelda e Tórtoles de Esgueva.
La valle dello Esgueva ha un sentiero, la GR.-27, che permette di percorrere 78 km da Valladolid fino a Encinas de Esgueva. Nella valle dello Esgueva si possono trovare esempi interessanti d'arte romanica (scuola dell'Esgueva).